# Giuseppe Corsi
Giuseppe Corsi Evangelisti (Vangelisti) (Comté de Celano, 1631/1632 - Ancône ou Modène, après le 10 mars 1691), dit Corso Celani ou Corsi da Celano est un compositeur italien ainsi qu'un maître de chapelle (maestro di cappella) actif principalement dans la ville de Rome durant l'époque baroque. Ses élèves étaient Giacomo Antonio Perti et Petronio Franceschini.

## Biographie
Étudiant à Rome chez les pères jésuites sous la direction de Carissimi, Giuseppe Corsi da Celano a été actif en tant que maestro exceptionnel en Gallese, Città di Castello, Naples, Rome, Loreto (où il fut ordonné prêtre), Ancône et Parme. Accusé par l'Inquisition pour avoir "dépucelé" une vieille fille, il a été torturé et emprisonné à Rome pendant quelques années sur les ordres du pape Innocent XI dans la forteresse de Albornoz à Narni.

## Compositions
Le catalogue des compositions de Giuseppe Corsi, le Catalogo della produzione musicale di Giuseppe Corsi, qui est cité sous l'abréviation « TriCo », a été édité par Giovanni Tribuzio en 2014. Le catalogue est organisé thématiquement et comprend 83 œuvres, à la fois celles dont l'authenticité est certaine et celles qui sont attribuées au compositeur.

### Musique vocale sacrée

#### Messes
- TriCo 1 : Messe à quatre voix
- TriCo 2 : Messe à huit voix [La Luna Piena ou Divo Juvenali]
- TriCo 3 : Messe à dix voix

#### Parties de messe, motets et autres compositions
- TriCo 4 : Credo
- TriCo 5 : Messe de Requiem
- TriCo 6 : Cantate Domino
- TriCo 7 : Exaudi Domine
- TriCo 8 : Dum medium silentium
- TriCo 9 :  Caro mea
- TriCo 10 :  Domine Deus
- TriCo 11 : Ego sum Pastor Bonus
- TriCo 12 :  O dulcissime Jesu

#### Cantiques
- TriCo 13 : Benedictus

#### Psaumes
- TriCo 14 : Miserere [psaume 50]
- TriCo 15 : Miserere [psaume 50]
- TriCo 16 : Miserere pour Ferdinand III de Médicis [psaume 50]
- TriCo 17 : Dixit Dominus [psaume 109]
- TriCo 18 : Laudate pueri [psaume 113]
- TriCo 19 : Nisi Dominus [psaume 126]
- TriCo 20 : De profundis [psaume 129]

#### Antiennes
- TriCo 21 : Omnes sancti
- TriCo 22 : O quam suavis est Domine
- TriCo 23 : Stella coeli

#### Hymnes
- TriCo 24 : Tantum ergo sacramentum

#### Répons
- TriCo 25 : 27 répons pour Ferdinand III de Médicis
- TriCo 26 : Responsoria Hebdomadae Sanctae
  - TriCo 26a : Aestimatus sum
  - TriCo 26b : Amicus meus
  - TriCo 26c : Animam meam
  - TriCo 26d : Animam meam
  - TriCo 26e : Astiterunt reges
  - TriCo 26f : Caligaverunt oculi mei
  - TriCo 26g : Caligaverunt oculi mei
  - TriCo 26h : Ecce quomodo moritur justus
  - TriCo 26i : Ecce quomodo moritur justus
  - TriCo 26j : Ecce vidimus eum
  - TriCo 26k : Ecce vidimus eum
  - TriCo 26l : Eram quasi agnus
  - TriCo 26m : In monte Oliveti
  - TriCo 26n : Jerusalum surge
  - TriCo 26o : Jesus tradidit
  - TriCo 26p : Judas mercator
  - TriCo 26q : O vos omnes
  - TriCo 26r : Omnes amici mei;
  - TriCo 26s : Plange quasi virgo
  - TriCo 26t : Plange quasi virgo
  - TriCo 26u : Recessit Pastor noster
  - TriCo 26v : Seniores populi
  - TriCo 26w : Seniores populi
  - TriCo 26x : Sepulto Domino
  - TriCo 26y : Sepulto Domino
  - TriCo 26z : Sicut ovis
  - TriCo 26aa : Tamquam ad latronem
  - TriCo 26ab : Tenebrae factae sunt
  - TriCo 26ac : Tradiderunt me
  - TriCo 26ad : Tristis est anima mea
  - TriCo 26ae : Una hora
  - TriCo 26af : Unus ex discipulis
  - TriCo 26ag : Unus ex discipulis
  - TriCo 26ah : Velum templi
  - TriCo 26ai : Vinea mea electa
  - TriCo 26aj : Vinea mea electa

#### Litanies
- TriCo 27 : Litanie à 9 concertate

#### Motets
- TriCo 28 : Adoramus te Christe
- TriCo 29 : Benedicam Dominum
- TriCo 30 : Christum regem adoremus
- TriCo 31 : Domine libera animam
- TriCo 32 : Exultet terra
- TriCo 33 : Heu nos miseros
- TriCo 34 : Isti sunt qui venerunt
- TriCo 35 : Judica mihi
- TriCo 36 : Lumen pacis ortum est
- TriCo 37 : O quam bonus est Dominus
- TriCo 38 : Panem de coelo praestitisti eis
- TriCo 39 : Revertere
- TriCo 40 : Venite comedite

#### Oratorios
- TriCo 41 : Ismaele e Agar esigliati dalla Casa di Abramo
- TriCo 42 : Oratorio en latin
- TriCo 43 : Oratorio en latin à neuf voix (Benedictio Iacob, TriCo 73)
- TriCo 44 : Santi Alessandro et Antonina martiri

#### Cantates spirituelles
- TriCo 45 : Non hà limiti né mete
- TriCo 46 : Passati contenti
- TriCo 47 : Pastori ove siete?
- TriCo 48 : 3 cantates sacrées avec instruments pour Ranuccio II Farnèse en occasion de la Semaine sante du 1688

### Musique vocale profane

#### Cantates à une voix et basse continue
- TriCo 49 : Abbandonato e solo [Il Nerone]
- TriCo 50 : Ardo ma l'ardor mio
- TriCo 51 : Belle aurette che spiegate
- TriCo 52 : Che goder non si dan gioie
- TriCo 53 : Ch'io canti una canzona
- TriCo 54 : Chi desia veder un core
- TriCo 55 : Cieli non più
- TriCo 56 : Con chi l'havete
- TriCo 57 : Cruda legge del mio fato
- TriCo 58 : Dalle balze sicane [Encelado]
- TriCo 59 : È superba ed insolente
- TriCo 60 : Era la notte e lo stellato cielo [La stravaganza]
- TriCo 61 : Fuggian l'ombre del suol
- TriCo 62 : L'addolorato Eurillo
- TriCo 63a : Me lo volete dire (pour basse)
- TriCo 63b-d : Me lo volete dire (pour soprano)
- TriCo 64 : Nel meglio del gioire [Il delirio]
- TriCo 65 : Qual dedalo d'affanni
- TriCo 66 : S'era alquanto addormentato [Inquietudine amorosa]
- TriCo 67 : Son disperato, ohimè
- TriCo 68 : T'amai, crudele è vero
- TriCo 69 : Voglio amar chi piace a me

#### Cantates à deux voix et basse continue
- TriCo 70 : Guerra, o pensier, all'armi

#### Cantates à trois voix et basse continue
- TriCo 71 : Chi ama non speri.

### Œvres attribuées à Corsi
Musique sacrée
- TriCo 72 : Séquence Stabat Mater
- TriCo 73 : Oratorio Benedictio Iacob
- TriCo 74 : Oratorio Santa Teodora

Musique vocale profane
- TriCo 75 : 2 madrigaux pour Ferdinand III de Médicis
- TriCo 76 : 2 cantates pour Ferdinand III de Médicis

### Compositions par d'autres que Corsi
Musique sacrée
- TriCo 77 : Répons Caligaverunt oculi mei (de Giacomo Antonio Perti)
- TriCo 78 : Motet Adjuva nos Deus (de Giovanni Battista Casali)
- TriCo 79 : Motet Christum regem adoremus (de Giovanni Battista Casali ou Pietro Paolo Bencini)
- TriCo 80 : Cantate spirituelle Del famoso oriente [La madre ebrea] (de Antonio Cesti)

Musique profane
- TriCo 81 : Cantate S'inganna il mio pensier (de Giovanni Salvatore ou Domenico Salvatore)
- TriCo 82 : Chanson Vorrei spiegarti o cara (de Pasquale Cafaro)
- TriCo 83 : Chanson Vuoi saper l'affanno mio (de Pasquale Cafaro)

## Partitions gratuites
- « Corsi da Celano, Giuseppe » (partitions libres de droits), sur l'IMSLP